# Mogrus logunovi
Mogrus logunovi là một loài nhện trong họ Salticidae.
Loài này thuộc chi Mogrus. Mogrus logunovi được Jerzy Prószyński miêu tả năm 2000.